# 威尔顿新月

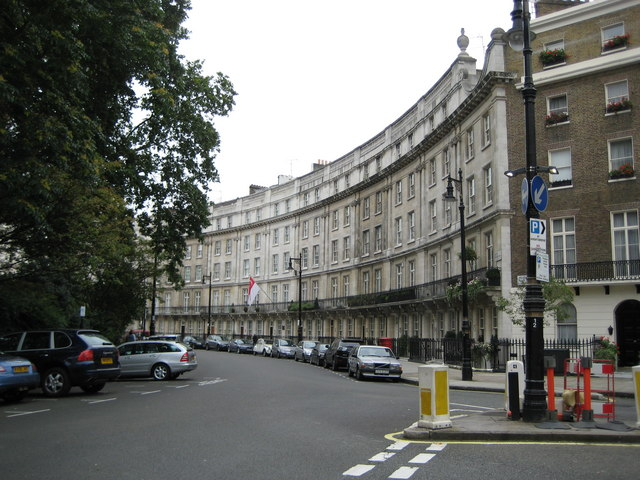
威尔顿新月

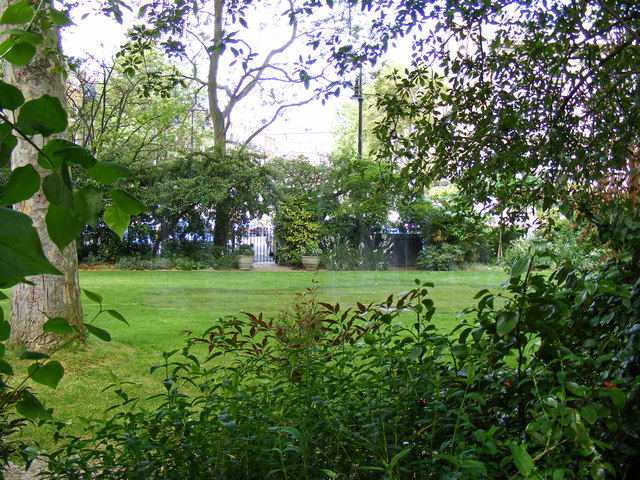
花园

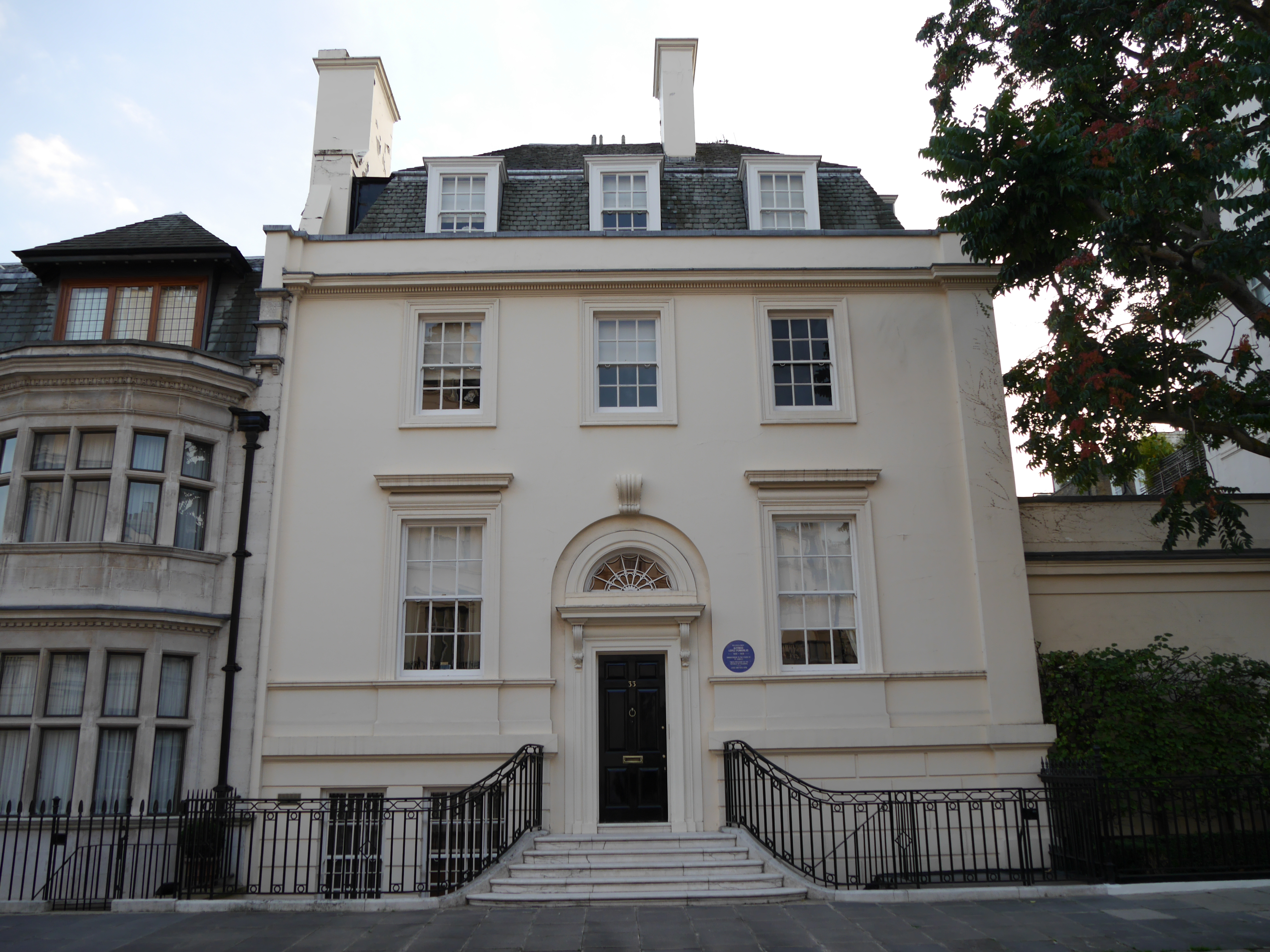
33号

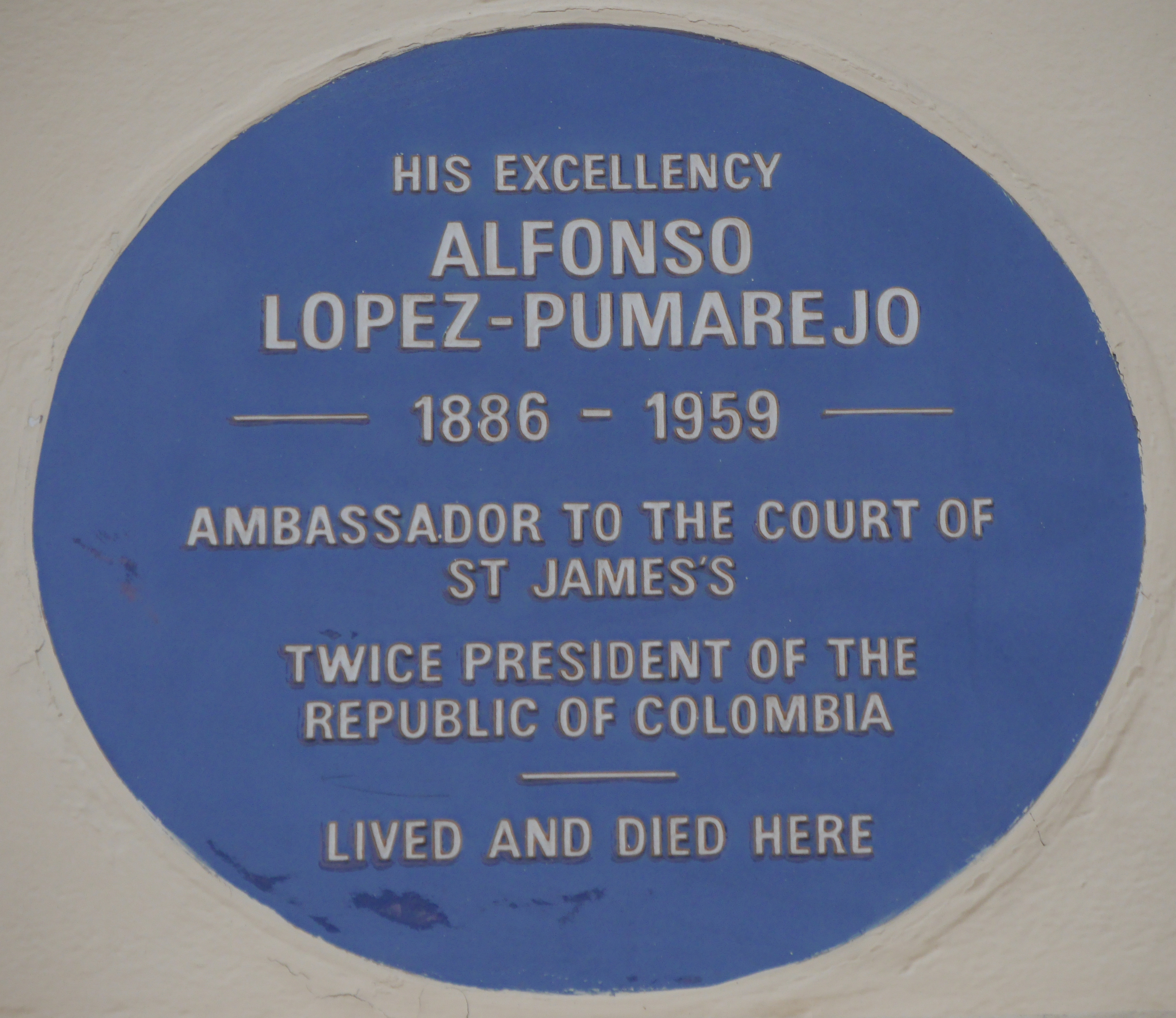
33号的蓝牌

威尔顿新月（Wilton Crescent）是伦敦贝尔格莱维亚区的一条街道，位于朗兹广场和朗兹街以东，贝尔格雷夫广场西北部。它通过威尔顿坊（Wilton Place）连接骑士桥大街。它东面毗邻格罗夫纳新月，那里有印度尼西亚大使馆。再往东是白金汉宫。
威尔顿新月是由格罗夫纳家族地产测量师Thomas Cundy II开辟，起草了1821年贝尔格莱维亚规划。威尔顿新月得名于第二代威尔顿伯爵，他在这条街的房产建于1825年。
在19和20世纪，许多著名的英国政客，大使和公务员在此安家。第一代緬甸的蒙巴頓伯爵路易斯·蒙巴頓曾多年住在威尔顿新月2号。
在威尔顿新月有两座外交建筑：新加坡高级专员公署（9号）和卢森堡大使馆（27号）。